# Gabriel Smith
Pour les articles homonymes, voir Smith.
Gabriel Smith (Londres, 1724 — Londres, 1783) est un graveur britannique.

## Biographie
Gabriel Smith naît à Londres en 1724.
Il est d'abord formé au burin dans sa ville natale auprès de Gérard Scotin, avant d'accompagner William Wynne Ryland à Paris, où il apprit la méthode de la gravure en manière de crayon,.
À son retour en Angleterre, il réalise une série de gravures d'interprétation dans ce style d'après des dessins d'Antoine Watteau, François Boucher, Charles Le Brun, Jean-Baptiste Bouchardon et d'autres, qui furent publiés par J. Bowles sous le titre The School of Art, or most complete Drawing-book extant (1765).
En 1769, l'éditeur John Boydell, au plus fort de la prospérité de son entreprise, se lance dans plusieurs projets ambitieux, dont A Collection of Prints, Engraved after the Most Capital Paintings in England (« Une collection d'estampes, gravées d'après les plus importantes peintures d'Angleterre »), de grand format (657 mm). Le neuvième et dernier volume de cette anthologie est publié en 1792, et vaut à Boydell un grand succès critique et financier. Gabriel Smith grave au trait pour cet ouvrage des sujets religieux — considérés comme ses meilleures pièces —, tels que Tobit and the Angel d'après Salvator Rosa, The Blind leading the Blind d'après Le Tintoret, The Queen of Sheba's Visit to Solomon d'après Eustache Le Sueur, et Boar Hunting d'après Frans Snyders,. 
Il a également gravé un portrait du révérend John Glen King (en) d'après Étienne Maurice Falconet, et a gravé, d'après ses propres dessins, Mr. Garrick in the Character of Lord Chalkstone in the Farce of Lethe (« M. Garrick dans le personnage de Lord Chalkstone dans la Farce du Léthé ») et Mr. Foote in the Character of the Englishman returned from Paris (« M. Foote dans le personnage de l'Anglais de retour de Paris »).
Gabriel Smith meurt à Londres en 1783.

Œuvres de Gabriel Smith
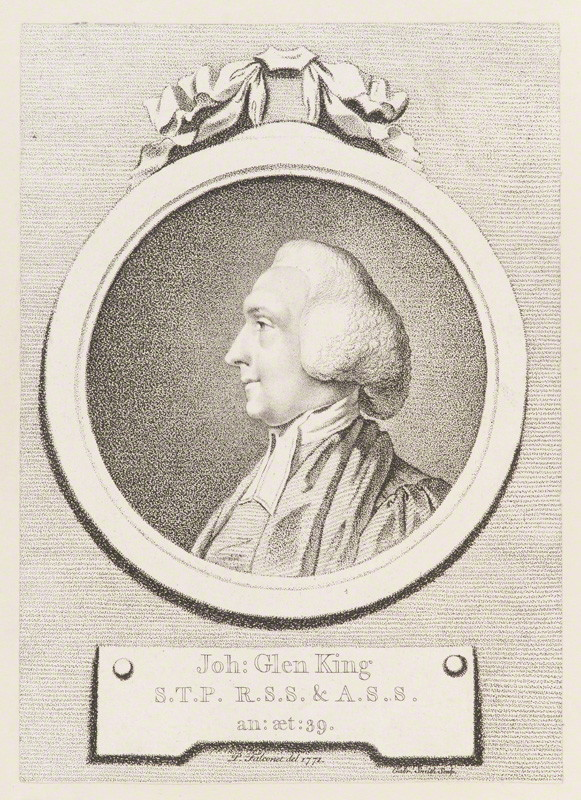
Portrait de John Glen King d'après Étienne Maurice Falconet gravure en manière de crayon (1771, National Portrait Gallery).
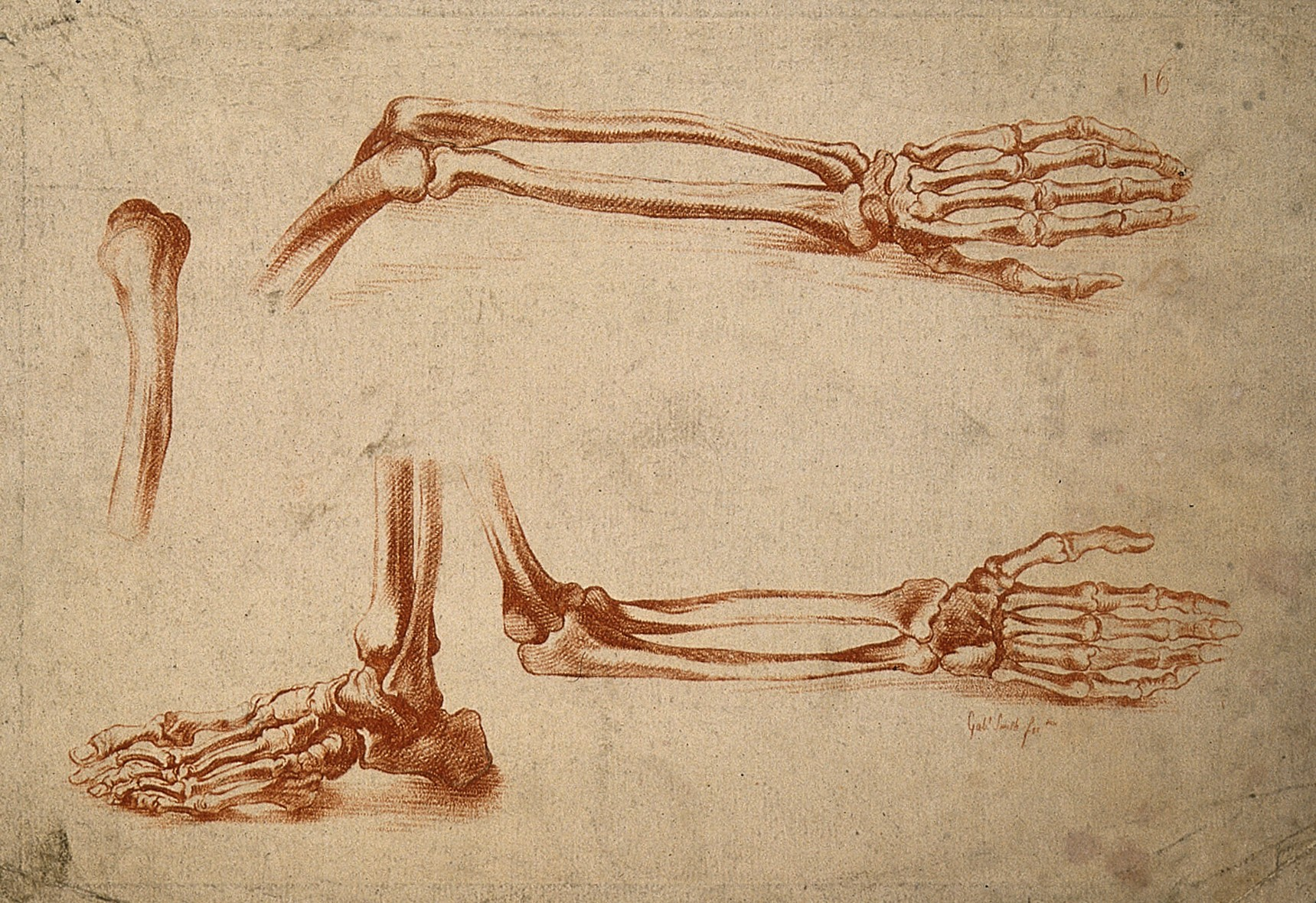
Bones of the foot, forearm, and hand, gravure en manière de crayon (n. d., Wellcome Collection).
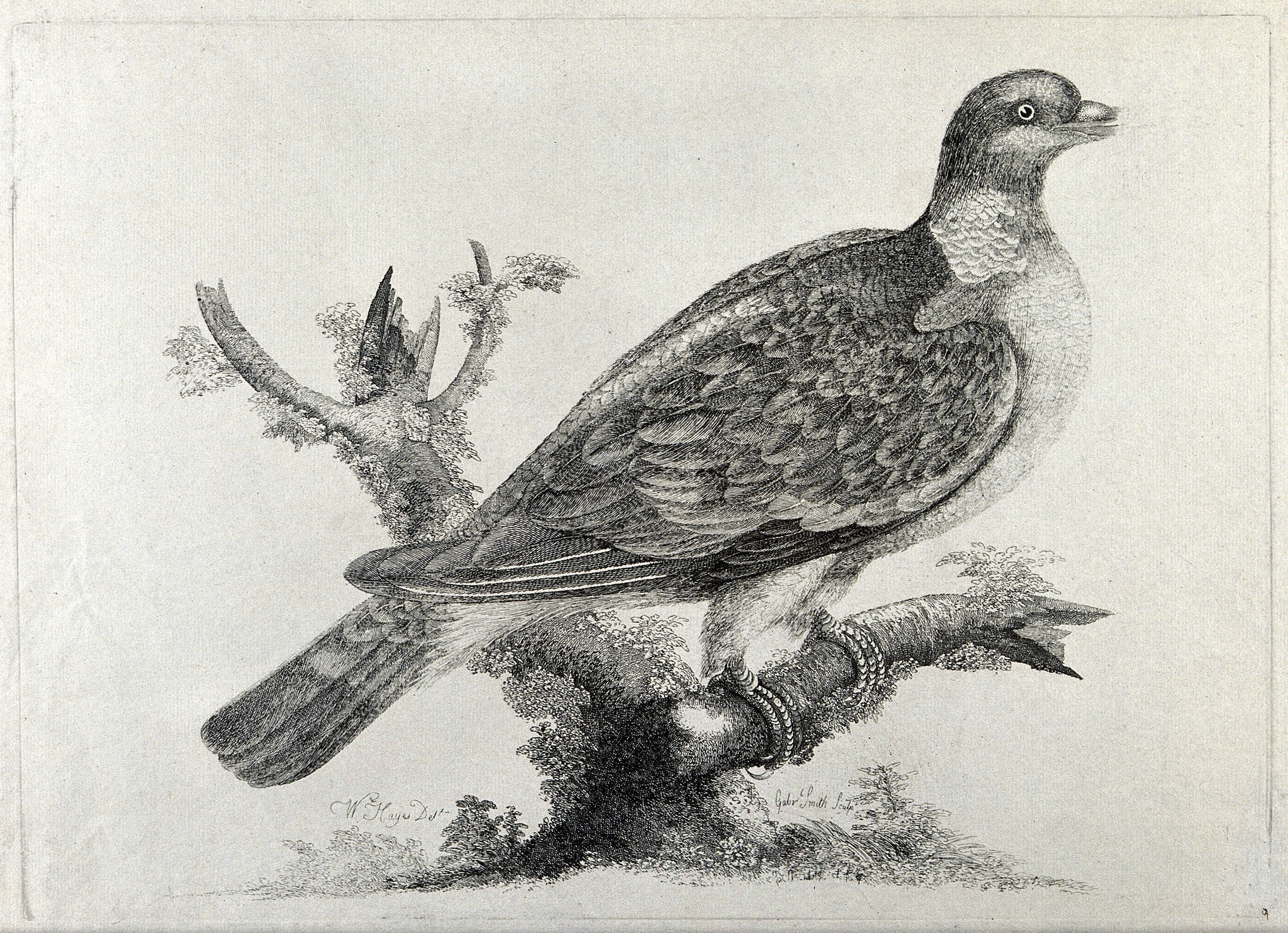
A ring-dove or wood pigeon; eau-forte (c. 1775, Wellcome Collection).
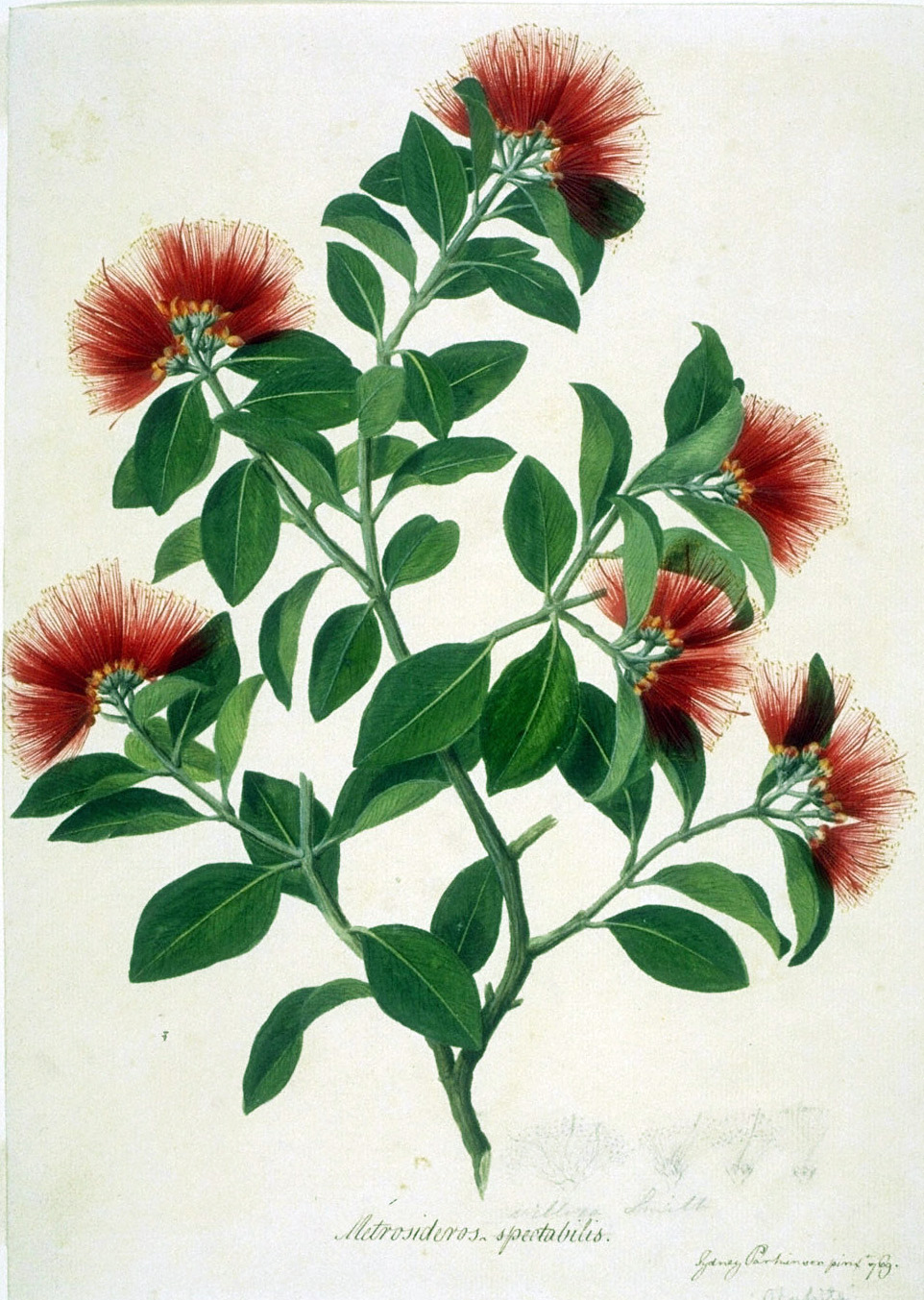
Metrosideros collina, aquarelle attribuée à Gabriel Smith et basée sur un dessin de Sydney Parkinson (c. 1770-1780, musée d'histoire naturelle de Londres).